# Angelino Garzón

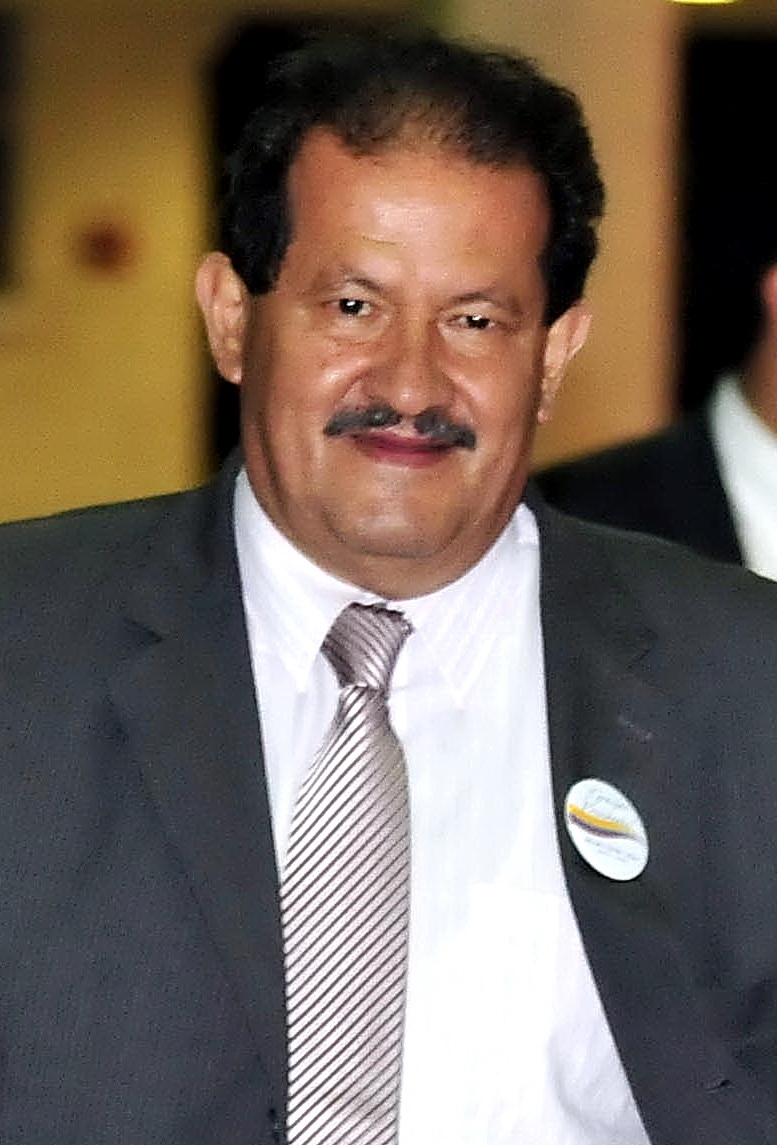
Angelino Garzón

Angelino Garzón (* 29. Oktober 1946 in Buga, Valle del Cauca) ist ein kolumbianischer Journalist und Politiker. Er war von 2010 bis 2014 Vizepräsident Kolumbiens.
Garzón gehörte zu Beginn seiner politischen Laufbahn dem Exekutiv-Komitee der Partido Comunista Colombiano an und war später Vizepräsident der Unión Patriótica. 1991 war er Mitglied der konstituierenden Nationalversammlung Kolumbiens, der Asamblea Nacional Constituyente. Von 2000 bis 2002 leitete er das kolumbianische Ministerium für Arbeit und soziale Sicherheit. Ab Januar 2004 bis Dezember 2007 übernahm der ehemalige Gewerkschaftsführer Garzón sodann das Amt des Gouverneurs des Valle-del-Cauca-Departamentos. Zudem hatte er das Amt des kolumbianischen Vertreters beim Büro der Vereinten Nationen in Genf inne. Bei der Präsidentschaftswahlen 2010 wurde er an der Seite von Juan Manuel Santos zum Vizepräsidenten gewählt. Nach der Wahl 2014 trat Germán Vargas Lleras seine Nachfolge an.
Garzón erlitt am 9. August 2010, nur zwei Tage nach Amtsantritt als Vizepräsident, einen Herzinfarkt.